# Batalla de Kurájove
La batalla de Kurájove fue una batalla por el control de la ciudad de Kurájove entre las Fuerzas Armadas de Rusia y las Fuerzas Armadas de Ucrania.
La batalla por la ciudad comenzó el 16 de octubre de 2024, cuando la operación ofensiva de las fuerzas rusas en dirección a Kurájove logró capturar el cercano asentamiento de Ostrivske el 15 de octubre, comenzando así la batalla cuando las fuerzas rusas ingresaron a los límites administrativos de la ciudad desde la dirección noreste en la orilla oriental del embalse de Kurájove. La batalla es parte de la campaña rusa del este de las llanuras ucraniana y el óblast de Donetsk aún bajo soberanía del gobierno ucraniano, con el objetivo de capturar las ciudades relevantes defensiva y económicamente en el sur del mismo óblast, entre ellas Kurájove y Pokrovsk.

## Fondo
A finales de agosto y septiembre de 2024, tras los avances hacia Pokrovsk, las fuerzas rusas se reagruparon al norte, sur y este de Kurájove, intentando rodear a las tropas ucranianas, el principal foco actual de las fuerzas rusas en dirección a la ciudad. Los combates se trasladaron a las cercanas ciudades de Ukrainsk (ubicada a unos 15 km al norte de Kurájove), Girnyk y Selídove. Las preocupaciones por el cerco están aumentando, particularmente más al sur, donde las carreteras se han vuelto intransitables y los negocios han cerrado. La logística se ha visto gravemente afectada, con las rutas de suministro ralentizadas y la evacuación de los heridos volviéndose más difícil debido a los caminos cortados a Pokrovsk. La población de la ciudad disminuyó a ~5.000 en septiembre. Según los soldados, los combates en el área de Kurájove son un desafío debido al terreno llano. El 16 de octubre, las fuerzas rusas ocuparon la aldea de Ostrivske en la orilla oriental del embalse de Kurájove, amenazando a la urbe con rodearla.
El 16 de octubre, las fuerzas rusas entraron en los límites administrativos de Kurájove, en la orilla oriental del embalse homónimo, cerca de Ostrivke, tras haber sufrido enfrentamientos durante la captura de Ostrivske. Desde el este, las fuerzas rusas se activaron cerca de Kurájove el 29 de octubre.

## Batalla
Durante el mes de octubre, el ejército ruso lanzó ataques hacia la ciudad de Kurájove desde tres direcciones: desde la ciudad de Girnik en el norte hacia el embalse de Kurájove, desde Krasnojórivka en el este y desde Vugledar en el sur.
En dirección norte, los avances de las fuerzas rusas se aceleraron con la captura de la ciudad de Girnik el 29 de octubre. Esta captura fue seguida por un asalto a la vecina ciudad de Kurájivka al sur y un avance al oeste de Girnik donde las fuerzas rusas avanzaron hacia el pueblo de Novoselydivka. El Ministerio de Defensa de Rusia anunció el control total sobre Kurájivka el 2 de noviembre. Al mismo tiempo, más al sur, las fuerzas rusas iniciaron un ataque de tres lanzas desde Vuhledar hacia el norte, tomando las aldeas de Bohoyavlenka y Novoukrainka el 30 de octubre. Los avances continuaron en el noroeste con la captura de Shakhtarske y Yasna Polyana unos días después. Bloomberg informó que, con los avances alrededor de Kurájove junto con la captura de Selídove, esa semana Rusia pudo apoderarse de la mayor cantidad de tierra ucraniana del año 2024 hasta el momento.
El 5 de enero de 2025, el Ministerio de Defensa ruso comunicó que la ciudad se encontraba en su totalidad bajo control de las Fuerzas Armadas de la Federación Rusa. 

## Análisis

### Valor estratégico
Kurájove es un importante centro económico de la región, ya que está fortificado y se encuentra junto al embalse de Kurájove. El control de la ciudad se considera económicamente importante, ya que en la ciudad y sus alrededores se encuentran importantes instalaciones de infraestructura energética, como la central eléctrica de Kurájove, grandes depósitos de recursos como el litio y otras empresas. Kurájove también tiene una gran importancia militar, ya que se encuentra en un cuello de botella y en los límites orientales de las líneas defensivas del óblast de Zaporiyia. Esto posiblemente permitiría a las fuerzas rusas flanquear estas líneas defensivas capturando la ciudad, y les permitiría presionar directamente sobre Pokrovsk desde el norte, un esfuerzo que se dejó de lado para capturar ciudades ucranianas al sur de ella. La ciudad se describe como un centro crucial de transporte y logística para las fuerzas ucranianas en el sur del Dombás.
En mayo de 2024, el comandante en jefe ucraniano Oleksander Syrskyi señaló la disparidad de fuerzas en términos de equipo y personal, y la alta presión sobre las líneas ucranianas en el área alrededor de Kurakhove. Describió las áreas de Kurakhove y Pokrovsk de la línea del frente como la "principal dirección de ataque" de las fuerzas rusas.
La ciudad es considerada de gran importancia para la guerra de recursos de Rusia y los objetivos bélicos relacionados, ya que abarca infraestructura de recursos y litio por valor de cientos de miles de millones de dólares, que se almacena en el depósito de Shevchenko. Unas semanas antes del inicio de la invasión rusa en diciembre de 2021, el gobierno ucraniano otorgó a la empresa australiana European Lithium los derechos mineros de este depósito. En el verano de 2023, el director ejecutivo de European Lithium, Tony Sage , declaró que la empresa ya no reclamaría el campo de Shevchenko: estaba demasiado cerca de la línea del frente. El 10 de enero de 2024, los rusos enviaron "documentos de aprobación" para la extracción de litio en la región al Ministerio de Recursos Naturales y Medio Ambiente de Rusia. El escritor ruso-israelí Edward Topol sostiene que al apoderarse del litio ucraniano, Rusia pretende mantener el impulso y la presión rusos en el mercado energético europeo con un monopolio sobre el litio continental.